# James Stirling (matematikus)
James Stirling (Stirling, 1692. május – Leadhills, 1770. december 5.) skót matematikus, a Royal Society tagja. A Balliol College-ban Oxfordban tanult és az intézménytől kapott posztgraduális képzési lehetőséget. Kombinatorikával foglalkozott. Az általa felfedezett Stirling-számokat és a Stirling‑formulát róla nevezték el.